# 范当根纯
范当根纯（？—？），5世紀後半期林邑国国王（在位：? - 492年）。扶南王阇耶跋摩之子，原名鸠酬罗。491年，南朝齐册封范当根纯为都督缘海諸軍事、林邑王。492年，范陽邁二世之孫范諸農攻討，范当根纯大敗、失国。

## 传記資料
- 《南史》

| 前任： 范神成 | 占城第三王朝第4代王 ？—492年 | 繼任： 范诸农 |